# Cebasan
Cebasan (en francès Cébazan) és un municipi de occità del Llenguadoc, a la regió d'Occitània i al departament de l'Erau.